# Aluminocopiapita
L'aluminocopiapita és un mineral de la classe dels sulfats, que pertany al grup de la copiapita. Rep el nom en al·lusió a la seva composició, ja que conté alumini en substitució de ferro fèrric, i per la seva relació amb la copiapita.

## Característiques
L'aluminocopiapita és un sulfat de fórmula química (Al,Mg)Fe³⁺₄(SO₄)₆(OH,O)₂(H₂O)₁₄·6H₂O. Cristal·litza en el sistema triclínic. Els seus cristalls es troben en forma d'escales diminutes i eflorescències. La seva duresa a l'escala de Mohs oscil·la entre 2 i 3.
Segons la classificació de Nickel-Strunz, la l'aluminocopiapita pertany a «07.DB: Sulfats (selenats, etc.) amb anions addicionals, amb H₂O, amb cations de mida mitjana només; octaedres aïllats i unitats finites» juntament amb els següents minerals: aubertita, magnesioaubertita, svyazhinita, khademita, rostita, jurbanita, minasragrita, ortominasragrita, anortominasragrita, bobjonesita, amarantita, hohmannita, metahohmannita, calciocopiapita, copiapita, cuprocopiapita, ferricopiapita, magnesiocopiapita i zincocopiapita.

## Formació i jaciments
Es tracta d'un mineral secundari típicament format per l'oxidació de la pirita en pissarres i carbó; pot ser un producte de reacció en fumaroles. Sol trobar-se associada a altres minerals com la pirita. Aquest mineral va ser descrit a partir de mostres de dues localitats nord-americanes diferents: Mosquito Fork (Southeast Fairbanks Census Area, Alaska) i Temple Mountain (Emery, Utah).
A dins dels territoris de parla catalana va ser trobada per primera vegada a la mina de Bescaran (Alt Urgell). També ha estat descrita a la pedrera Asland del Turó de Montcada (Montcada i Reixac, Barcelona) i a les mines d'Alum de La Vilella Alta, al Priorat (Tarragona).